# Smilavitjy
Smilavitjy (vitryska: Смілавічы) är en köping i Vitryssland.   Den ligger i voblasten Minsks voblast, i den centrala delen av landet, 30 km sydost om huvudstaden Horad Mіnsk. Smilavitjy ligger 180 meter över havet och antalet invånare är 5 212.

## Natur
Terrängen runt Smilavitjy är platt. Närmaste större samhälle är Druzjny, 15,8 km sydväst om Smilavitjy.